# Paepalanthus dianthoides
Paepalanthus dianthoides là một loài thực vật có hoa trong họ Eriocaulaceae. Loài này được Mart. ex Körn. mô tả khoa học đầu tiên năm 1863.